# Charakterystyka techniczna pojazdu
Charakterystyka techniczna pojazdu – zbiór informacji umożliwiających porównanie zdefiniowanych właściwości technicznych różnych typów pojazdów.
Podstawowe wymiary eksploatacyjne (wielkości geometryczne) pojazdu
- długość pojazdu
- szerokość pojazdu
- wysokość pojazdu
- rozstaw osi
- rozstaw kół
- prześwity pojazdu (poprzeczny i podłużny)
- kąt natarcia
- kąt zejścia
- kąt rampowy

Pozostałe parametry
- masa własna pojazdu
- maksymalna masa całkowita pojazdu
- dopuszczalna masa całkowita pojazdu
- ładowność
- ładowność dopuszczalna
- obniżenie osi
- dopuszczalne obciążenie osi
- uciąg dopuszczalny
- prędkość maksymalna
- prędkość maksymalna użyteczna
- prędkość ekonomiczna